# Hrotnatcovití
Hrotnatcovití (Mordellidae) jsou čeleď brouků z nadčeledi Tenebrionoidea.

## Popis
Brouci této čeledi jsou velcí od 2 mm do 1,5 centimetru. Typický je pro ně špičatý konec zadečku a vyklenutá hřbetní strana, z boku jsou zploštělí. Většinou jsou černě nebo hnědě zbarvení (vzácněji jsou to odstíny červené nebo žluté), chloupky bílé barvy vytvářejí na krovkách a štítě vzory.

## Taxonomie
- podčeleď Ctenidiinae Franciscolo, 1951
  - rod Ctenidia
- podčeleď Mordellinae Latreille, 1802
  - tribus Conaliini
    - rod Conalia Mulsant et Rey, 1858

  - tribus Mordellini Latreille, 1802
  - tribus Mordellistenini Ermisch, 1941
  - tribus Stenaliini
    - rod Stenalia Mulsant, 1856
    - rod Paraphungia Ermisch, 1968